# روبرت ميلر (عالم)
روبرت ميلر (بالإنجليزية: Robert Rush Miller)‏ (و. 1916 – 2003 م) هو عالم حيوانات، وعالم أسماك، وأستاذ جامعي، من الولايات المتحدة الأمريكية، ولد في كولورادو سبرينغس، كولورادو، توفي عن عمر يناهز 87 عاماً.

## التعليم
تعلم في جامعة ميشيغان، وجامعة كاليفورنيا، بركلي.

## مناصب وهيئات
أدار جامعة ميشيغان.

## جوائز
حصل على جوائز منها:
- زمالة غوغنهايم.